# تولانتونجو
كهوف تولانتونجو (بالإسبانية: Grutas de Tolantongo)‏ عبارة عن تلعة ومنتجع يقع على بعد 17 كيلومترًا من إكسميكويلبان على الطريق 27 في وادي ميزكيتال، ولاية هيدالغو في المكسيك، يقع على بعد حوالي 1.5 ساعة شمال غرب باتشوكا و198 كم أو ثلاث إلى أربع ساعات شمال غرب مدينة مكسيكو.
تُدعى أقرب قرية إلى المنتجع الكاردينال وهي جزء من بلدية كاردونال. 

## وصلات خارجية
- الموقع الرسمي grutastolantongo.com.mx